# عوني حسن العجمي
عوني حسن العجمي هو أديب وشاعر يمني. ولد عام 1912 في مدينة صنعاء. تعلم قواعد اللغة والشريعة وحفظ القرآن في حلقات العلم في المساجد. عمل مدرساًَ للغة العربية. كتب الشعر الحميني والغنائي، تغنى بقصائده الفنان حسن العجمي والفنان أحمد السنيدار. أهم إصداراته ديوانه الشعري الحميني «تحفة الأفكار في روعة الأشعار».